# Witold Nowicki (inżynier łączności)
Witold Nowicki (ur. 11 stycznia 1903 w Wilnie, zm. 17 grudnia 1994) – polski elektryk, specjalista w zakresie telekomunikacji, profesor Politechniki Warszawskiej, żeglarz.

## Życiorys
Syn urzędnika PKP. Naukę w szkole średniej rozpoczął w 1913 w wileńskim Gimnazjum Rosyjskim. Podczas I wojny światowej, wraz z rodziną, był ewakuowany z Wilna. W latach 1915–1916 przebywał u krewnych w Zagłębiu Donieckim, a w latach 1916–1918 w Homlu, gdzie uczęszczał do trzeciej i czwartej klasy Gimnazjum Rosyjskiego. Wstąpił tam do polskiego harcerstwa, gdzie doszedł do stopnia drużynowego.
W 1918 wrócił do Wilna, gdzie w 1922 ukończył I Gimnazjum Państwowe im. Zygmunta Augusta. W wojnie z bolszewikami walczył w pomocniczych formacjach Samoobrony Wilna. W 1930 ukończył studia na Wydziale Elektrycznym Politechniki Warszawskiej. Został na nim asystentem, przy czym nauczał też w Państwowej Szkole Teletechnicznej oraz pracował w Państwowym Instytucie Teletechnicznym. W tym czasie uprawiał turystykę kajakową – m.in. przemierzał szlaki wodne na Kresach i dotarł Prutem do Rumunii.
Po ewakuacji Warszawy w 1939, wkrótce tam powrócił, by reaktywować działające pod nadzorem okupanta niemieckiego Państwowe Liceum Telekomunikacyjne (późniejszą Szkołę Elektryczną). Nielegalnie produkowano tam i remontowano radiostacje dla podziemia. W 1944 został aresztowany i osadzony na Pawiaku, a potem wywieziony do niemieckiego obozu koncentracyjnego Stutthof, gdzie przebywał do wyzwolenia przez Armię Czerwoną.
Po zakończeniu okupacji niemieckiej wrócił do Warszawy i zatrudnił się ponownie w Państwowym Instytucie Telekomunikacyjnym. Zorganizował w tym czasie Katedrę Teletransmisji Przewodowej na Politechnice Warszawskiej, z którą związał się do końca swej kariery zawodowej, w pracy w PIT zrezygnował w 1949. W 1947 uzyskał tytuł profesora nadzwyczajnego, w 1956 profesora zwyczajnego. Był członkiem założycielem PTETiS. Otrzymał godność członka honorowego PTETiS (1986) i SEP (1989). 
Był jednocześnie żeglarzem i propagatorem żeglarstwa. Pływał po Mazurach, Bugu, Narwi i Wiśle. W 1966 został wybrany na funkcję pierwszego komandora Jacht Klubu Politechniki Warszawskiej (był jego współzałożycielem). Pełniąc tę funkcję organizował wczasy i kolonie dla dzieci.
Ożenił się w 1932 (żona zmarła w 1977). Miał troje dzieci. W 1980 ożenił się powtórnie.
Zmarł w Warszawie, pochowany na cmentarzu Powązkowskim (kwatera 153-2-9).

## Ordery i odznaczenia
- Krzyż Komandorski Orderu Odrodzenia Polski (1983)
- Krzyż Oficerski Orderu Odrodzenia Polski (1970)
- Krzyż Kawalerski Orderu Odrodzenia Polski (1956)
- Złoty Krzyż Zasługi (1938)
- Medal 10-lecia Polski Ludowej (19 stycznia 1955)[5]
- Medal Komisji Edukacji Narodowej (1974)
- Medal im. Mikołaja Kopernika Polskiej Akademii Nauk (1982)[1]
- Złota Odznaka „Zasłużony Pracownik Łączności” (1983)
- Srebrna Odznaka „Zasłużony Pracownik Łączności” (1979)
- Brązowa Odznaka „Zasłużony Pracownik Łączności” (1969)
- Złota Odznaka Honorowa NOT (1958)
- Złota Odznaka Honorowa SEP (1964)
- Srebrna Odznaka Honorowa SEP (1959)
- Złota Odznaka Zasłużonego dla Politechniki Warszawskiej (1978)
- Medal XXV-lecia Polskiej Akademii Nauk (1979)

Źródło.